# Bruniaceae
Bruniaceae is een botanische naam, voor een familie van tweezaadlobbige planten. Een familie onder deze naam wordt regelmatig erkend door systemen van plantentaxonomie, en ook door het APG-systeem (1998) en het APG II-systeem (2003). Aldaar wordt de familie niet in een orde geplaatst.
Het gaat om een vrij kleine familie van nog geen honderd soorten, die voorkomen in Zuid-Afrika. De planten doen, wat uiterlijk betreft, wel wat aan heide denken.
De APWebsite [12 augustus 2009] plaatst de familie in haar orde Bruniales.
In het Cronquist-systeem (1981) is de plaatsing in de orde Rosales; dit is dezelfde plaatsing als in het Wettstein-systeem (1935).